# Alfred Flatow
Alfred Flatow (Danzica, 3 ottobre 1869 – campo di concentramento di Theresienstadt, 28 dicembre 1942) è stato un ginnasta tedesco di origine ebraica, vittima dell'Olocausto.
Era cugino di Gustav Felix Flatow (altro membro della squadra ginnica), anch'egli morto a Theresienstadt.
Giunse a Berlino nel 1887. Dopo le Olimpiadi si dedicò al suo magazzino di biciclette esercitando saltuariamente l'attività di funzionario sportivo e di giornalista.
Di origini ebraiche, venne escluso nell'ottobre 1933 dalle attività sportive in Germania. Ricevette l'invito ad aprire, insieme ad altre vecchie glorie, le Olimpiadi del 1936: coraggiosamente rifiutò.
Cercò di riparare nei Paesi Bassi al tempo delle persecuzioni degli ebrei, ma venne catturato e deportato all'età di 73 anni (ottobre 1942) da Berlino al campo di concentramento di Theresienstadt, 40 miglia da Praga. Morì due mesi dopo con altri 35.000 ebrei.

## Medaglie olimpiche
- - Trave a squadre - Ginnastica - Atene, 1896
- - Parallele individuale - Lotta - Atene, 1896
- - Parallele a squadre - Ginnastica - Atene, 1896
- - Trave individuale - Ginnastica - Atene, 1896

## Altre posizioni
- 4º - Anelli - Ginnastica - Atene, 1896
- 4º - Cavallo - Ginnastica - Atene, 1896
- 4º - Volteggio - Ginnastica - Atene, 1896

## Galleria d'immagini
|  |  |